# Grécia nos Jogos Olímpicos de Verão de 1996
Grécia participou dos Jogos Olímpicos de Verão de 1996 em Atlanta, Estados Unidos.

## Desempenho

### Atletismo
Masculino
| Prova                | Atleta | Preliminares | Preliminares | Quartas | Quartas   | Semifinal   | Semifinal   | Final       | Final       |
| Prova                | Atleta | Marca        | Posição      | Marca   | Posição   | Marca       | Posição     | Marca       | Posição     |
| -------------------- | ------ | ------------ | ------------ | ------- | --------- | ----------- | ----------- | ----------- | ----------- |
| Alexandros Yenovelis | 100 m  | 10s39        | 3º/bat. 12   | 10s34   | 5º/bat. 5 | Não avançou | Não avançou | Não avançou | Não avançou |